# Solis Planum
Solis Planum es una meseta situada en el planeta Marte. Tiene un diámetro de 1811,23 km. Su latitud central es 26,4 S y su longitud central es 270,33 E. Solis Planum recibió su nombre de una de las características de albedo en Marte, y su nombre fue aprobado por la Unión Astronómica Internacional en 1973.

## Galería

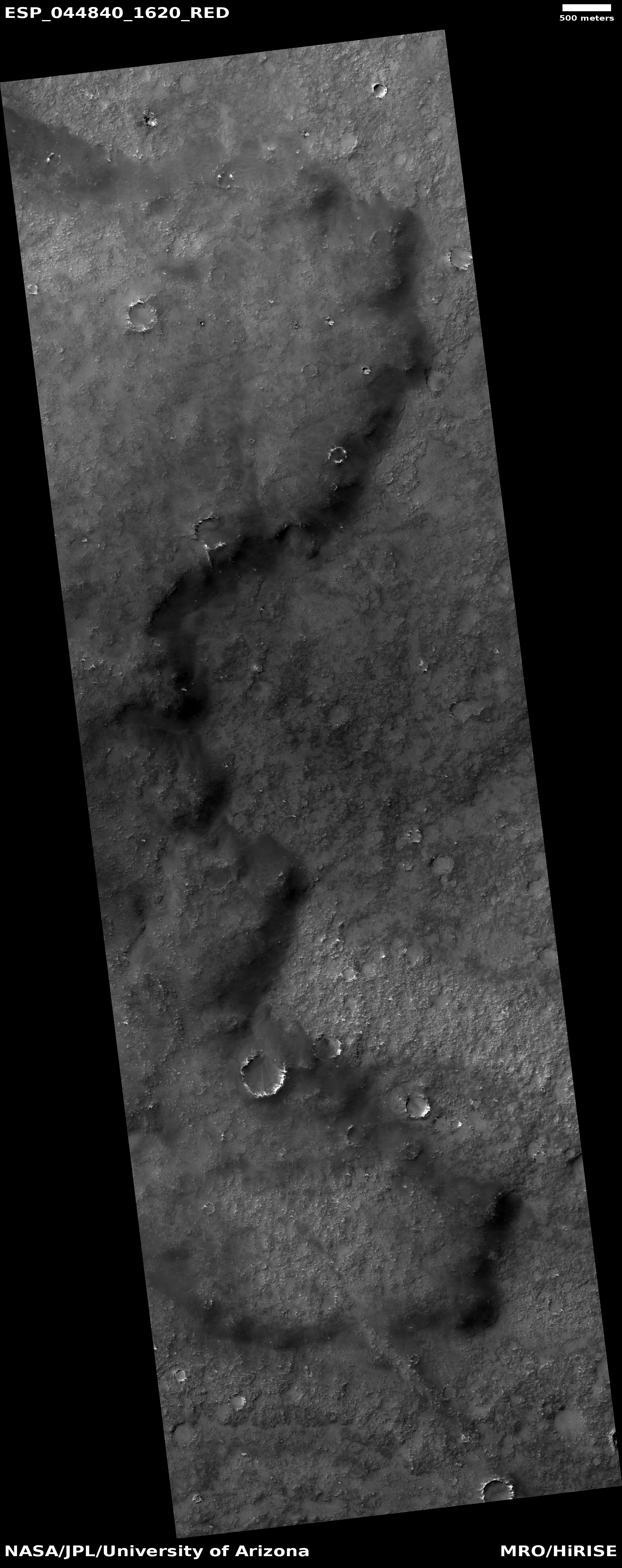
Borde del flujo de lava, visto por HiRISE bajo el programa HiWish